# Херман фон Лобдебург-Лойхтенберг
Херман фон Лобдебург-Лойхтенберг (на немски: Hermann von Lobdeburg, Herr zu Leuchtenberg/Leuchtenburg; † сл. 1256) е благородник от род фон Лобдебург (част от Йена) и господар на Лойхтенбург/Лойхтенберг (при Зайтенрода).

## Произход
Той е син на граф Херман фон Лобдебург († сл. 1227). Внук е на граф Ото фон Лобдебург-Алерхайм († сл. 1194) и правнук е на граф Хартман I фон Алерхайм († сл. 1133), който е баща на Рабодо фон Лобдебург († сл. 1176), епископ на Шпайер (1173 – 1176). Роднина е на Ото I фон Лобдебург († 1223), епископ на Вюрцбург (1207 – 1223) и на Херман I фон Лобдебург, епископ на Вюрцбург (1225 – 1254).
Брат е на Хартман фон Лобдебург, господар на Лобдебург-Елстерберг († сл. 1237), женен за маркграфиня Кристина фон Майсен († сл. 1251).

## Фамилия
Херман фон Лобдебург-Лойхтенберг се жени 1230 г. за Мехтхилд фон Кверфурт-Магдебург († сл. 1254), (вер. незаконна) дъщеря на Гебхард IV фон Кверфурт, бургграф на Магдебург († сл. 1213/1216) и Луитгард фон Насау († пр. 1222). Те имат децата:
- Аделхайд фон Лобдебург († пр. април 1271), омъжена 1247 г. (лиценц на 20 януари 1253 г. в Перужа) за роднината си фогт Хайнрих I фон Плауен († сл. 7 март 1303)
- Юта фон Лобдебург († сл. 1254), омъжена за фогт Еркенберт VIII фон Щаркенберг († сл. 1287)
- Ото фон Лобдебург († сл. 1271)
- Хартман VII фон Лобдебург-Лойхтенбург († сл. 1278), женен за Мехтилд фон Глайхенщайн († сл. 1306)
- Херман фон Лобдебург († сл. 1284)
- Гебхард фон Лобдебург († 16 юли 1271)